# Olivia Chow
Pour les articles homonymes, voir Chow.
Olivia Chow (chinois : 鄒至蕙 ; pinyin : Zōu Zhìhuì ; cantonais Jyutping : zau1 zi3 wai6) née le 24 mars 1957 à Hong Kong, est une enseignante et femme politique sociale-démocrate canadienne. Depuis le 12 juillet 2023, elle est mairesse de Toronto.
Elle est députée fédérale néo-démocrate de Trinity—Spadina de 2006 à 2014 et conseillère municipale de Toronto de 1991 à 2005.
Candidate à la mairie de Toronto en 2014, elle termine troisième derrière John Tory et Doug Ford, futur premier ministre de l'Ontario. Le 26 juin 2023, elle est élue mairesse de la ville de Toronto lors de l'élection partielle provoquée par la démission de John Tory.

## Biographie
À l'âge de 13 ans, Olivia Chow immigre avec sa famille hongkongaise au Canada. Ainsi, elle parle aisément deux des langues dominantes dans sa circonscription de Trinity—Spadina, le cantonais et l'anglais.
Membre du conseil municipal de Toronto de 1991 à 2005, elle est l'une des conseillères municipales les plus connues de la ville, œuvrant dans plusieurs domaines politiques dont la pauvreté et l'environnement. Le 23 janvier 2006, à l'issue des élections fédérales, elle remporte un siège de députée à la Chambre des communes dans la circonscription de Trinity—Spadina, sous la bannière du Nouveau Parti démocratique. Elle est réélue aux élections de 2008 et de 2011.
Le 26 mai 2011, elle est nommée porte-parole de l'opposition officielle du Canada pour les transports, les infrastructures et les collectivités.
Le 12 mars 2014, elle annonce sa démission pour présenter officiellement sa candidature à la mairie de Toronto lors des élections municipales du 27 octobre suivant. Avec 23,15 % des voix, elle termine à la troisième place du scrutin, loin derrière John Tory, qui est élu avec 40,23 %.
Tentant un retour aux Communes lors des élections de 2015, elle est défaite par le libéral Adam Vaughan dans la nouvelle circonscription de Spadina—Fort York.
À la suite de la démission du maire John Tory, elle est élue à la mairie de Toronto le 26 juin 2023. Son élection, dans une ville historiquement orientée à droite, constitue une surprise. Elle n'obtient cependant qu'une majorité relative de 37,16 % des voix devant 101 autres candidats dans un scrutin où la participation s'élève à 38,5 %. Elle promet en particulier de s'attaquer à la crise du logement qui sévit particulièrement à Toronto. Comme première mesure phare, Olivia Chow a promis de ne pas utiliser les pouvoirs de « maire fort » octroyés à certaines grandes municipalités par le gouvernement de la province de l’Ontario.

## Vie privée
Mariée en 1988 à Jack Layton, chef du NPD de 2003 à 2011 et de l'opposition officielle, elle est veuve depuis 2011.
En 2013, son rôle est interprété par Sook-Yin Lee dans le téléfilm Jack.